# Georges Lordier
Georges Lordier, né Georges Lévy le 1er avril 1884 à Paris et mort le 6 janvier 1922 dans cette même ville, est un producteur de spectacles cinématographiques français, éditeur de films et de revues, et propriétaire de salles de cinéma. À l'époque du cinéma muet, il a été le promoteur des « chansons filmées », lointains ancêtres du vidéo-clip.

## Biographie
Georges Lazard Lévy est né le 1er avril 1884 dans le 11e arrondissement de Paris. Son père Abraham Lévy est alors un chef d'orchestre reconnu,.
À 18 ans, il est déjà, sous le nom de Georges Lordier, administrateur des théâtres de Douai, de Lens et de Valenciennes, où il s'imprègne du répertoire dramatique. Très attiré par le cinématographe dont il pressent le grand avenir, il délaisse le théâtre pour entrer en 1904 comme metteur en scène chez Pathé.
Quelques années plus tard, il fonde pour le compte de la société Omnia, qui distribuait les films Pathé, plusieurs salles de cinéma dans le Nord et l'Ouest de la France, comme à Amiens, Boulogne-sur-Mer, Dunkerque, Calais, Le Touquet-Paris-Plage, Le Havre ou Épernay,.
Il se constitue ensuite son propre réseau de salles de cinéma. C'est ainsi qu'il rachète en 1912 le cinéma « Le Bourdon » situé dans le 10e arrondissement de Paris et le rebaptise « Paris-Ciné ». Afin d'assurer son lancement, il se met d'accord avec les auteurs André Sylvane et André Mouëzy-Éon pour réaliser une version filmée de leur pièce à succès Tire-au-flanc régulièrement à l'affiche du théâtre Déjazet, ce qui leur vaut d'être assigné en justice, sans grande conséquence, par Georges Rolle, le directeur de ce théâtre. En décembre 1912, le film produit par Lordier est à l'affiche de treize salles parisiennes et fait une carrière foudroyante. Il rachète aussi des théâtres pour les transformer en cinéma, comme en 1917 avec le théâtre de l'Ambigu.
Dans le but de promouvoir le cinéma français et de publier des critiques de film, il crée deux revues, « Le Cinéma » en 1911, puis « L'Écho du cinéma ». Il devient à ce titre le premier président de la presse cinématographique, poste auquel lui succède en 1919 Michel Coissac.
Il décède prématurément, des suites d'une longue maladie, à son domicile du 28 boulevard Bonne-Nouvelle, le 6 janvier 1922 Il avait 37 ans.

## Œuvres notables

### Les chansons filmées

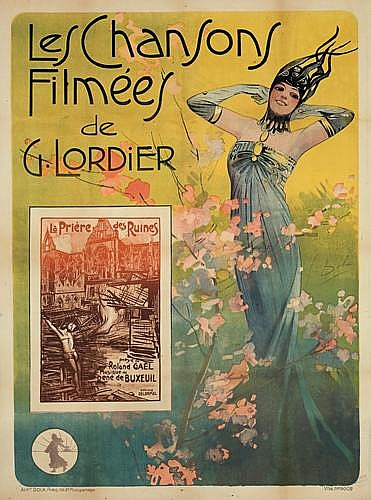
Affiche des Chansons Filmées peinte par Georges Dola en 1917.

Lordier cherche un moyen de mettre en scène au cinéma les plus grands succès de la chanson de la manière la plus réaliste possible. Léon Gaumont a proposé une solution avec ses phonoscènes permettant de synchroniser un phonographe avec la caméra de prise de vue, puis de façon similaire avec l'appareil de projection du film. Pour pallier ces problèmes, Lordier a l'idée d'utiliser un véritable chanteur caché derrière l'écran et interprétant réellement la chanson en lisant sur les lèvres de l'artiste apparaissant à l'écran. Il appelle ce procédé « les chansons filmées », lesquelles connaissent rapidement un grand succès. Le public est conquis, et il reprend généralement en cœur le refrain comme dans une sorte de karaoké avant l'heure. Le synchronisme est parfait et les chansons sont fréquemment bissées. Les chanteurs utilisés pour chanter dans l'ombre sont souvent des blessés ou des mutilés de guerre qui n'auraient plus la possibilité de se produire sur scène du fait de leur infirmité, ce qui permet à Lordier de se prévaloir d'une bonne action, de surcroît patriotique.
En 1918, Lordier avait déjà produit plus de 300 chansons filmées.  Parmi celles-ci, on peut citer :
- Le dernier tango créée en 1913 par Georgel
- La Madelon créée en 1914 par le chanteur Bach
- Tout le long de la Tamise créée en 1917 par Ferréal, Couchoud et Valliès
- La prière des ruines écrite en 1917 par Roland Gaël (paroles) et René de Buxeuil (musique)

### Cinéma muet
- Tire-au-flanc (film, 1912)
- La Vie parisienne, série de films avec Polin et Etchepare
- Franco-Film, série de films